# 大森くみこ
大森 くみこ（おおもり くみこ、6月4日 - ）は、タレント。11歳まで京都府で育ち、以降は大阪府守口市在住。
一度聞いたら忘れられないキャラクターボイス、体育会系のノリで関西中心にテレビ・ラジオで活動。日本女子体育大学体育学科卒業。ダンスを専攻。152cm。血液型はA型。2人姉妹で、姉がいる。
2012年より活動弁士としての活動もスタート。天満天神繁昌亭での定席興行にも出演している。
2012年春まで株式会社オフィスキイワードに所属。現在はフリーで活動している。

## エピソード
- 大学卒業後、2年位、難波のスポーツジムでインストラクターをしていた。なかやまきんに君と一緒に働いていた。
- オフィスキイワード運営の「キイワードアナウンススクール」の卒業生である[2]。
- 『京都!ちゃちゃちゃっ』のロケで醍醐寺の五大力に挑戦してから、個人的に毎年出場している。
  - 『谷口な夜』の2009年（平成21年）3月14日放送分のコーナー「プレゼン・ショー」にて、醍醐寺の五大力の「熱血お母さん」の話と、その専門道場の「五大力田中道場」の取材で、大森が道場でトレーニングしているところと、五大力に出場しているところを、字幕入りで紹介されている。
  - 2010年（平成22年）2月23日の五大力「餅上げ力奉納」では、女子の部の新記録8分41秒で初優勝[3]。当時33歳。

## 出演番組

### 現在
ラジオ
- 田辺眞人のラジオレクチャー　(ラジオ関西、土曜 8:15 - 8:55、アシスタント、2024年4月6日 -)

テレビ
- 恋舞妓の京都慕情(III～)（ナレーション担当 J:COM、土曜日 19:00 - 19:29 日曜日 24：30 - 24:59）

### 過去
- 京都!ちゃちゃちゃっ（2006年4月 - 2007年3月、京都チャンネル＆KBS京都
- 直ちゃんのもりかど探偵団（エフエムもりぐち）
- 情報リサーチャーズ（キネット）
- ジ☆モットサンデー（エフエムもりぐち）
- まいどわいど!わが街ねっとわーく（ベイ・コミュニケーションズ）
- BAN-BANテレビ コミュニティch
- さわやかワイド82.4!（エフエムもりぐち）
- ハッピーファミリー～伊丹ふれあい通り（伊丹コミュニティ放送）
- 「大人の童話」チーム記虎のハーフタイム（エフエムひらかた）
  - VP、キャンペーンイベント、MC他
- Go!Go!kyo-walk（京都チャンネル＆KBS京都）
- 歴史街道（ベイ・コミュニケーションズ）
- 羽川英樹ハッスル!（ラジオ関西、木曜 10:00 - 13:00、アシスタ、- 2024年3月28日）
- Playlist of Harborland（ラジオ関西 木曜 13:37 - 15:00、パーソナリティ、2019年4月4日 - 2024年3月28日）
- Hit&Hit! (ラジオ大阪、水曜 14:00 - 16:55、アシスタント、- 2024年3月27日)
- KCN京都「Myけいはんな」リポーター